# Kultura archeologiczna
     grupa dębczyńska
     kultura wielbarska (Goci)
     kultura przeworska (Lugiowie)
     kultury bałtyjskie

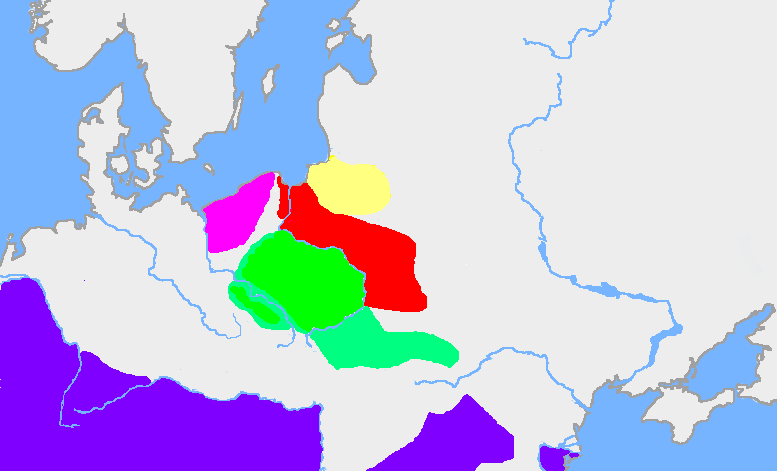
Kultury archeologiczne na terenie Polski w III wieku n.e.
grupa dębczyńska
kultura wielbarska (Goci)
kultura przeworska (Lugiowie)
kultury bałtyjskie

Kultura archeologiczna – zespół stale współwystępujących ze sobą na pewnym terytorium i w pewnym czasie charakterystycznych form źródeł archeologicznych.

## Historia
Niemiecki archeolog Gustaf Kossinna (1858–1931) utożsamiał kultury archeologiczne z grupami językowymi, rasowymi i etnicznymi. W 1895 r. na konferencji Towarzystwa Antropologicznego w Kassel sformułował on zasady tzw. metody archeologiczno-osadniczej: „wyraźnie określone archeologicznie prowincje kulturowe odpowiadają bez wątpienia ściśle zdefiniowanym ludom lub grupom plemiennym”.
Uczniami Kossinny byli tak wybitni uczeni jak Józef Kostrzewski w Polsce (który po studiach stał się jego zaciętym przeciwnikiem) i Vere Gordon Childe w Anglii. Józef Kostrzewski definiował kulturę archeologiczną jako „zespół typowych cech ceramiki, uzbrojenia, narzędzi, ozdób, budownictwa, gospodarki, obrządku pogrzebowego i innych zjawisk kultury materialnej, duchowej i społecznej, uchwytnych w danym okresie i na danym obszarze”. Vere Gordon Childe, który wprowadził do światowej literatury archeologicznej, pisał: „Znajdujemy pewne typy zabytków – naczynia, narzędzia, ozdoby, obrządki pogrzebowe, formy domostw, stale współwystępujące ze sobą. Taki zespół regularnie powiązanych cech będziemy nazywali «grupą kulturową» lub po prostu kulturą. Przyjmujemy, że taki zespół jest wyrazem materialnym tego, co dzisiaj zostałoby nazwane ludem”.
To początkowe realistyczne (obiektywistyczne) rozumienie kultur archeologicznych zostało poddane krytyce wychodzącej zarówno z założeń teoretycznych (np. w ujęciu Stanisława Tabaczyńskiego kultura archeologiczna może być uznana co najwyżej za „rzeczowe korelaty kultury”), jak i opartej na wynikach obserwacji etnograficznych, m.in. dokonanych na terenie Stanów Zjednoczonych przez Franza Boasa i Alfreda Louisa Kroebera, którzy wykazali, że poszczególne elementy kulturowe mają odmienne, najczęściej przecinające się zasięgi geograficzne.
Obecnie przeważa zatem pogląd konstruktywistyczny, głoszący że relacja pomiędzy kulturą archeologiczną a etnosem (ludem) jest nieznana, ponieważ kultura archeologiczna nie jest realnym bytem z przeszłości, ale jedynie epistemologicznym konstruktem archeologów, sposobem, w jaki porządkowany jest materiał źródłowy. W związku z tym kultury archeologiczne są tworzone (a nie odkrywane) przez archeologów, ale mogą być przez nich także likwidowane (taki los spotkał np. kulturę grobów jamowych).
Dlatego też nie można udzielić konkluzywnej odpowiedzi na pytania np. o etniczność kultury łużyckiej czy kultury wielbarskiej. Ostatnio podejmowane są starania utożsamienia kultur archeologicznych ze wspólnotami komunikatywnymi.
Nazwy kultur archeologicznych mogą pochodzić od:
- charakterystycznych cech narzędzi (np. kultura z tylczakami łukowymi);
- charakterystycznych cech ceramiki (np. kultura ceramiki wstęgowej, kultura amfor kulistych, kultura pucharów lejkowatych);
- sposobu grzebania zmarłych (np. kultury pól popielnicowych);
- miejsca odkrycia, czyli od tzw. stanowiska eponimicznego (np. kultura rzucewska od miejscowości Rzucewo, gdzie odkryto typowe dla tej kultury źródła archeologiczne).

Kultury archeologiczne mogą być definiowane przez archeologów w oparciu o jeden typ przewodni lub wyróżniane z uwzględnieniem całego zestawu typów. Pierwszy rodzaj definicji jednostek taksonomicznych, zwany monotetycznym, dominował przez długi okres w archeologii XX w. Wyróżniano więc kultury archeologiczne, np.:
- w oparciu o jeden określony typ naczyń lub sposób ich zdobienia (kultura ceramiki wstęgowej, kultura amfor kulistych, kultura pucharów lejkowatych)
- typ topora (kultura toporów bojowych albo kultura toporów łódkowatych(inne języki))
- typ pochówka (kultura grobów jednostkowych, kultura grobów jamowych)

Obecnie definicje monotetyczne są coraz częściej zastępowane przez definicje politetyczne, opierające się na obecności lub braku całych zestawów typów, także z uwzględnieniem ich frekwencji.
Jednostki taksonomiczne mogą w tych systemach klasyfikacyjnych łączyć się ze sobą na różnych poziomach podobieństwa, co pozwala tworzyć całą hierarchię tych jednostek. Obok zajmujących centralne miejsce kultur archeologicznych wyodrębnia się jednostki nadrzędne, np. kręgi kulturowe, oraz jednostki niższego rzędu – grupy kulturowe.